# Esther Orozco
Pour les articles homonymes, voir Orozco.
María Esther Orozco Orozco (née à San Isidro Pascual Orozco, Chihuahua, Mexique, le 25 avril 1945) est une chimiste, bactériologue, parasitologue, chercheuse et enseignante mexicaine.
Ses recherches portent sur la biologie des amibes et visent le développement d’un vaccin et des traitements plus efficaces contre ce protozoaire.
Elle occupe actuellement les fonctions de Responsable de coopération internationale scientifique et technologique auprès de l’Ambassade du Mexique en France.
Elle s’est vu décerner la médaille Pasteur par l’Institut Pasteur et l’UNESCO « pour sa découverte du mécanisme et du contrôle des infections par les amibes sous les tropiques » ainsi que le Prix L’Oréal-UNESCO pour les Femmes et la Science.
Elle est membre de l’Académie mexicaine des Sciences et de l’Académie mondiale des Sciences,.
En 2011, Esther Orozco a été nommée Chercheuse émérite par le Centre des Recherches et des Études Avancées (Cinvestav), de l’Institut Polytechnique National (IPN), dont elle est membre depuis 1981.
En 2012 elle a été nommée Chercheuse nationale émérite par le Système national des chercheurs du Conacyt, qui ne compte en 2022 que 462 membres émérites (dont 102 femmes) sur 36 714 chercheurs,.
Elle a été également reconnue par les organes législatifs de sa ville natale, Chihuahua, et de Mexico,.

## Formation
Esther Orozco est professeure des écoles et chimiste bactériologue parasitologue diplômée de l’Université autonome de Chihuahua et titulaire d’un master en sciences et d’un doctorat en sciences (spécialité Biologie cellulaire) du Cinvestav, de l’IPN.

## Axes de recherche
- Biologie moléculaire des facteurs de virulence d’Entamoeba histolytica.
- Biologie et génétique moléculaire de la multirésistance aux médicaments d’E. histolytica.
- Organisation du génome amibien.
- Molécules et gènes qui participent à la phagocytose d’Entamoeba histolytica.
- Rôle de la machinerie ESCRT dans la phagocytose et la virulence amibienne.

Consultez les publications scientifiques d'Esther Orozco ici.

## Parcours universitaire
En 1981 elle a rejoint le Département de Génétique et de Biologie moléculaire du Cinvestav, de l’IPN. Depuis 1990 elle est membre du Département d’Infectiologie et de Pathogenèse moléculaire (anciennement de Pathologie expérimentale) de ce centre de recherche dont le siège est à Mexico.
Pendant dix ans elle a été chercheuse auprès de l’Institut médical Howard Hughes et boursière de différentes institutions dont la Fondation John Simon Guggenheim et le Centre international Fogarty. Elle a été en outre professeur invité à l’Université de Harvard et à l’Institut Weizmann, entre autres institutions internationales.
Elle est la fondatrice du Centre de recherche en Science et Technologie appliquées, de l’Institut polytechnique national.
Elle est en outre à l’origine de la création du troisième cycle en sciences génomiques à l’Université autonome de Mexico (2003) et a fait partie du Conseil consultatif de cette institution.

## Prix
- Prix national Miguel Otero, du Ministère mexicain de la Santé (1985).
- Médaille Louis Pasteur, de l’UNESCO et l’Institut Pasteur (1997).
- Prix « Femme de l’année 2004 » pour le domaine de la santé, décerné par Master Card et la revue Glamour (2004).
- Prix « Les Femmes et la Science », de l’UNESCO et L'Oréal (2006)[3].
- Médaille du Mérite citoyen dans le secteur des sciences, de l’Assemblée législative de Mexico (2006).
- Médaille Omecíhuatl, de l’Institut des Femmes de Mexico (2009)[13].
- Le Congrès de l’État de Chihuahua et l’Institut des Femmes de Chihuahua ont créé la distinction « Femme éminente de Chihuahua », décernée chaque année pour récompenser « les femmes qui par leur action ont porté haut le nom de l’État qui les a vues naître ». La distinction décernée dans le domaine scientifique porte le nom de María Esther Orozco Orozco[10].
- La revue Líderes Mexicanos l’a incluse dans le classement des 300 leaders les plus influents du Mexique (2020)[14].

## Fonctions politiques et administratives
Elle a occupé les fonctions de Secrétaire à la planification au Cinvestav, de l’IPN, de 1990 à 1994.
À l’occasion des élections de 1998 elle a été candidate externe à gouverneur de Chihuahua du Parti de la Révolution démocratique. Elle raconte son expérience au cours de la campagne dans le livre Si la mujer está: Chihuahua, abriendo caminos en la lucha por la democracia.
Elle a été fondatrice, et de 2006 à 2010, Directrice générale de l’Institut de Science et Technologie de Mexico (ICyTDF), au cours du mandat du maire Marcelo Ebrard Casaubon. Cet institut a été conçu en tant qu’organisme chargé « de promouvoir le recours à la science et à la technologie pour contribuer à la résolution des problèmes de la capitale du pays et au bien-être de la population ; d’impulser la science locale ; de servir de lien pour coordonner les dépendances de l’administration municipale de Mexico, les groupes de recherche scientifique et technologique, les secteurs social, éducatif et des affaires, et de développer la culture scientifique dans la société »,.
Le 21 avril 2010 le Conseil universitaire a élu Mme Orozco en tant que nouvelle Rectrice de l’Université autonome de Mexico, fonctions qu’elle a occupées jusqu’en mars 2013.
De juin 2019 à septembre 2021 elle a été conseillère scientifique au Ministère des Relations extérieures du gouvernement mexicain. Au cours de cette mission elle a été Coordinatrice du groupe technique et scientifique qui représente le Mexique auprès de la Coalition pour les innovations en matière de préparation aux épidémies (CEPI), créé en partenariat avec des universités, centres de recherche et entreprises mexicaines pour faire face à la pandémie de COVID-19. Ce consortium a permis de rechercher des fonds issus de la coopération internationale pour financer des projets mexicains de développement des méthodes de diagnostic et de vaccins contre le virus SARS-CoV-2,,.
Le 7 septembre 2021 elle a été nommée Ministre de coopération scientifique et technologique auprès de l’Ambassade du Mexique en France, poste diplomatique qu’elle occupe actuellement.